# Nothaphoebe kingiana
Nothaphoebe kingiana är en lagerväxtart som beskrevs av James Sykes Gamble. Nothaphoebe kingiana ingår i släktet Nothaphoebe och familjen lagerväxter. Utöver nominatformen finns också underarten N. k. glabrescens.